# جون تندل
جون تِنْدَل (بالإنجليزية: John Tyndall)‏ (1820 - 1893 م) هو فيزيائي بريطاني.
اختير عام 1853 م أستاذا للفلسفة الطبيعية في «المعهد الملكي» بلندن حيث أصبح زميلا وصديقا لمايكل فاراداي.

## روابط خارجية
- جون تندل على موقع الموسوعة البريطانية (الإنجليزية)